# ヘンリク・ペデルセン
ヘンリク・ペデルセン（Henrik Pedersen, 1975年6月10日 - ）は、デンマーク・中央ユラン地域シェレルプ出身の元同国代表サッカー選手。現役時代のポジションはFW、DF。

## 所属クラブ
- シルケボーIF 1995-2001
- ボルトン・ワンダラーズFC 2001-2007

→  シルケボーIF 2002 (loan)
- ハル・シティAFC 2007-2008
- シルケボーIF 2008-2012

## タイトル
シルケボー
- デンマーク・カップ : 2001
- イングランド・プレミアリーグへ昇格：1回 (2007-08)
- デンマーク・スーペルリーガへ昇格：1回 (2008-09)